# El Triunfo, Ecuador
El Triunfo är en ort i Ecuador.   Den ligger i provinsen Guayas, i den västra delen av landet, 250 km sydväst om huvudstaden Quito. El Triunfo ligger 6 meter över havet och antalet invånare är 32 282.
Terrängen runt El Triunfo är huvudsakligen platt, men åt sydost är den kuperad. Runt El Triunfo är det ganska tätbefolkat, med 108 invånare per kvadratkilometer. Närmaste större samhälle är Daule, 8,1 km norr om El Triunfo. Omgivningarna runt El Triunfo är en mosaik av jordbruksmark och naturlig växtlighet.